# Movimiento por la Democracia y el Desarrollo
Movimiento por la Democracia y el Desarrollo (MDD; en francés: Mouvement pour la démocratie et le développement) es un partido político autoritario existente en la República Centroafricana.

## Historia
Fundado en 1991, en varios países de la zona centro africana. Entre ellos la República Centroafricana, Chad, Níger y Libia, con el fin de oponerse al régimen de Idriss Déby, un dictador de Chad e instalar el multipartidismo en los países que formaron parte de esta alianza política africana.
Su principal líder fue David Dacko, quien dirigiera la lucha por la independencia de Francia de la nación centroafricana y que se hiciera cargo del gobierno provisional en 1960. Su antecedentes político radica de estas fechas, bajo el nombre de UDC (Unión Democrática Centroafricana), colectividad que le dio sustento al gobierno de Dacko, elegido en 1981.
En las elecciones presidenciales de 1993, David Dacko, apoyado por su nueva colectividad (MDD) solo logró un tercer lugar con 20,49% de los votos.
En las elecciones presidenciales de 1999, Dacko volvió a ser derrotado, con un 11,15%. 
En cuanto a los escaños parlamentarios, el MDD obtuvo 6 escaños en las elecciones de Asamblea Nacional de 1993 y 8 en la de 1998.
Actualmente la colectividad posee escasa fuerza política en la República Centroafricana, pero se ha extendido hacia el lado oriental de África, a países como Yibuti y Uganda.